# Michelle Cameron
Michelle Cameron, född den 28 december 1962 i Calgary, Kanada, är en kanadensisk konstsimmare.
Hon tog OS-guld i duett i konstsim i samband med de olympiska konstsimstävlingarna 1988 i Seoul.